# Escola de Pont-Aven

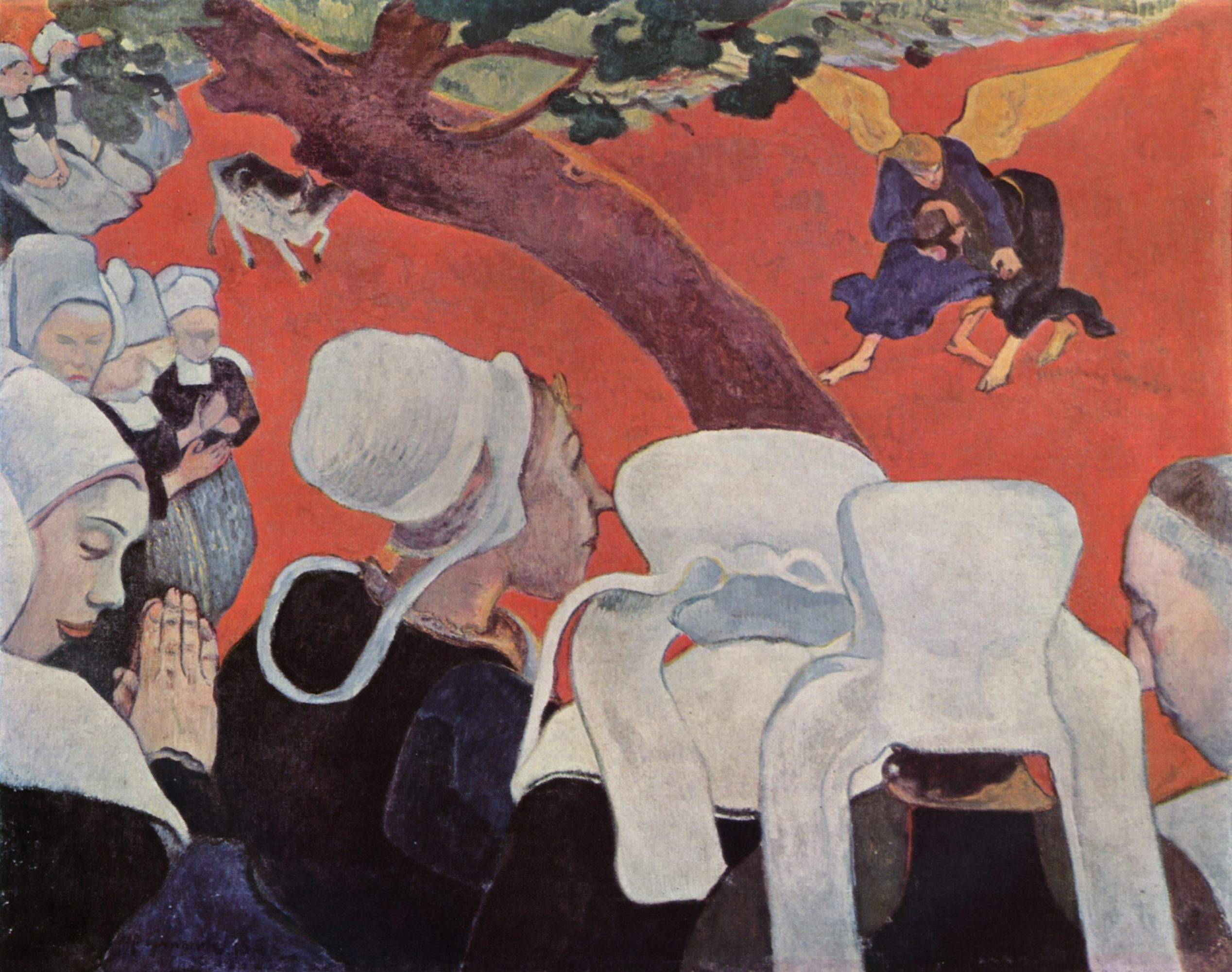
La visió després del sermó (Jacob lluitant contra l'àngel), obra de Paul Gauguin, 1888, oli sobre tela, 72 x 91 cm, Galeria Nacional d'Escòcia, Edimburg.

Escola de Pont-Aven (en francès École de Pont-Aven) és un terme que es refereix a les obres d'art que prenen el seu nom de la regió de Pont-Aven i els seus voltants, de la qual prenen la seva iconografia. Pont-Aven és un poble en la costa meridional del departament de Finisterre, alguns quilòmetres terra endins: fins allí arriba la marea, i és on el riu Aven es troba amb l'Oceà Atlàntic.

## Història
Originalment, el terme se centrava en obres de la colònia d'artistes que allí va viure i va crear a partir dels anys 1850. Des de mitjan segle xix, Pont-Aven era freqüentat per pintors que desitjaven passar l'estiu fora de la capital, amb un pressupost limitat, en llocs pintorescs, i encara no alterats pel turisme. Des de 1873, els alumnes de l'École Nationale Supérieure des Beaux-Arts de París van freqüentar la vila de Pont-Aven. Unes dècades més tard va acudir a Pont-Aven un grup de pintors que es va reunir al voltant de l'artista Paul Gauguin. El 1886, va arribar Gauguín a Pont-Aven per primera vegada. Però quan va tornar el 1888, la situació havia canviat: hi havia ja molta gent en Pont Aven, així que Gauguin va buscar un altre lloc on treballar, i el va trobar en 1888 en Le Pouldu, alguns quilòmetres cap a l'est, en les boques del riu Laïta, tradicionalment la frontera amb el departament de Morbihan. Allí va passar l'hivern de 1889-1890 i la major part dels mesos següents, tant Gauguin com Meijer de Haan i Filiger, i durant un temps també Paul Sérusier. Aquest grup de pintors seguidors de Gauguin, estaven disposats a respectar els seus ensenyaments al marge de l'Acadèmia, i van participar en l'exposició del Cafè Volpini de 1889. Aquest mateix any de 1889, Gauguín va marxar a Tahití en el seu primer viatge, i el grup es va dispersar.

## Característiques
Les obres es caracteritzen per l'ús marcat de colors purs i una temàtica simbolista: ús lliure del color -poden pintar l'herba vermella si així ho senten-, la qual cosa s'aplica en grans taques i amb tintes planes. Utilitzen el cloisonisme. El resultat generalment és una obra altament decorativa. En aquesta forma de pintar ha influït molt el coneixement de l'art primitiu així com el disseny de les estampes japoneses. Existeix una voluntat de sintetitzar les formes: síntesi entre l'estil impressionista i el simbolista, per la qual cosa poden ser considerats simbolistes, pel seu esperit.

## Artistes en Pont-Aven (o Le Pouldu)
- Cuno Amiet
- Louis Anquetin
- Mogens Ballin

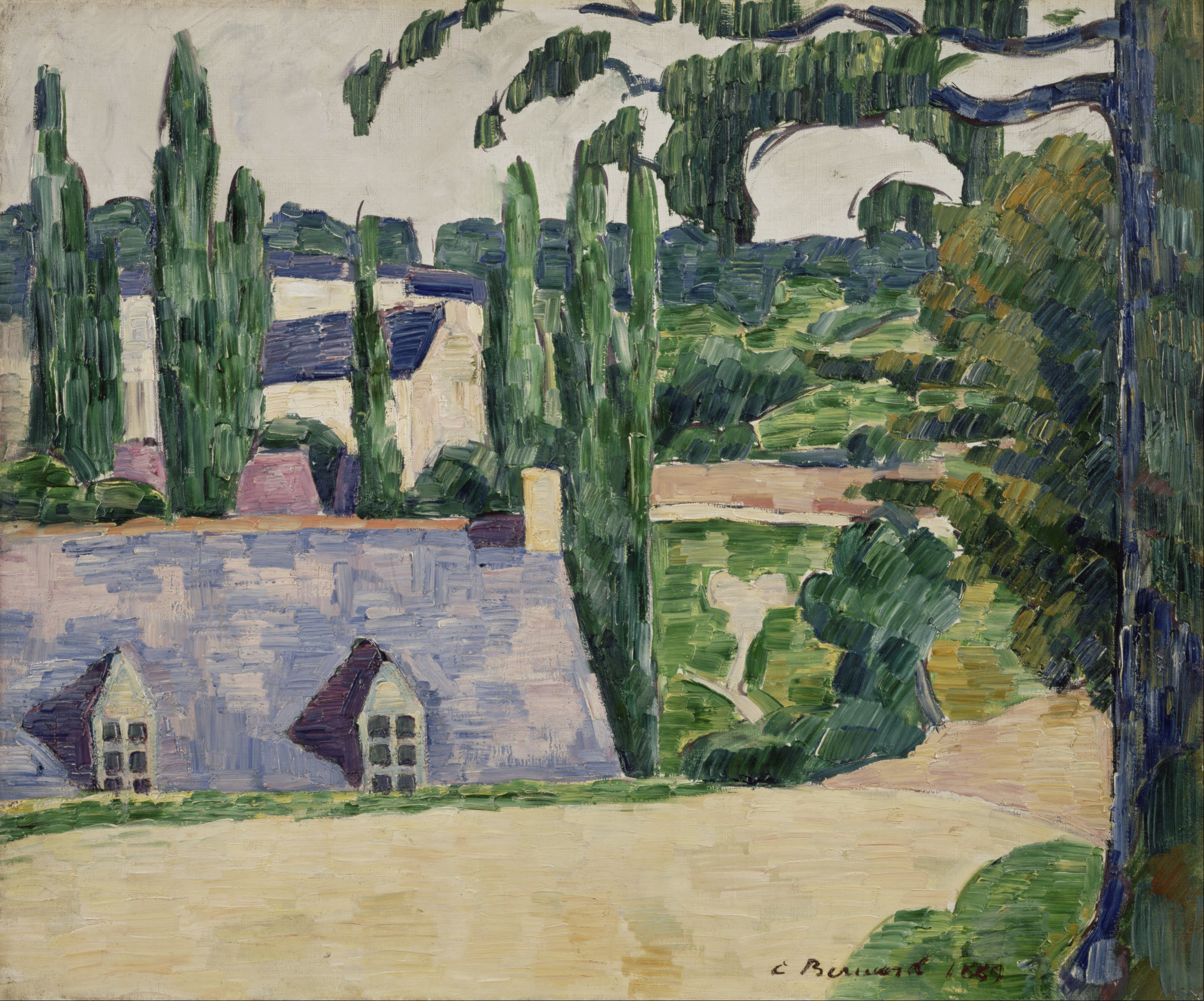
Paisatge de Pont Aven, Émile Bernard, 1889

- Émile Bernard 1888 i 1891-1893: Bretones ballant en la prada
- Robert Bevan 1890, 1891, 1892, 1893 i 1894
- Maurice Denis (solament influencia)
- Charles Filiger
- Paul Gauguin 1886, 1888, 1889-1890 i 1894
- Emile Jourdan
- Charles Laval 1888: Autoretrat
- Gustave Loiseau
- Meijer de Haan: Bretonas teixint cànem
- Henry Moret
- Roderic O'Conor
- Ernest Ponthier de Chamaillard
- Claude-Emile Schuffenecker: Els penya-segats de Concarneau
- Armand Seguin
- Paul Sérusier (solament influencia). 1888, 1889 (i 1889, 1890): Naturalesa morta amb escala
- Władysław Ślewiński
- Jan Verkade
- Jens Ferdinand Willumsen